# Tension de claquage

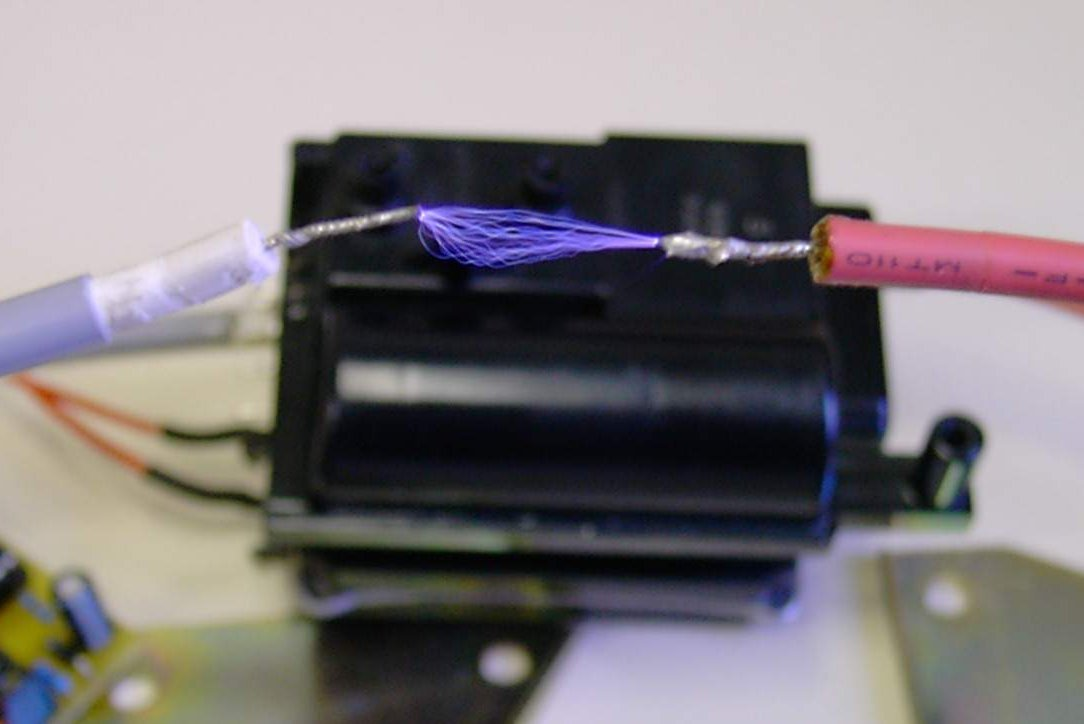
Arc électrique créé par 25kV

La tension de claquage (ou « tension disruptive ») d'un isolant électrique est la tension électrique minimale qui rend conductrice une portion d'un isolant. Ce terme est particulièrement utilisé pour les condensateurs, dont le fonctionnement repose sur l'isolant séparant ses deux bornes : si la tension de claquage est dépassée, un arc électrique se forme entre les deux bornes, ce qui détruit le condensateur par altération du matériau isolant, sauf si ce matériau est dit auto-régénérateur, comme l'air.
La tension de claquage d'une diode est la tension électrique inverse qui rend une diode conductrice dans le sens bloquant. Certains composants, comme les triacs, ont une tension disruptive directe.

## Cas des isolants
La tension de claquage est une caractéristique des isolants électriques qui définit la différence de potentiel maximale qui peut être appliquée à un matériau avant qu'il ne devienne conducteur. Dans les isolants solides le courant électrique fragilise le matériau sur son passage en créant des modifications permanentes, soit moléculaires, soit physiques. Dans les gaz raréfiés que l'on trouve dans certains types de lampes à décharge, la tension de claquage est parfois appelée « tension d'amorçage ».
La tension de claquage d'un matériau n'est pas parfaitement définie car il s'agit d'une sorte de rupture dont l'apparition à une tension donnée est une probabilité. Lorsqu'une valeur précise est spécifiée, il s'agit, en général, d'une valeur moyenne constatée au cours de plusieurs expériences. On parle également de « tension de tenue » lorsque la probabilité de rupture à une tension donnée est si faible qu'on peut considérer que le matériau restera isolant à cette tension.
La tension de claquage d'un matériau peut prendre deux valeurs selon les conditions expérimentales : la tension en courant alternatif et la tension en courant pulsé. Le courant alternatif est le courant secteur classique, avec une fréquence de 50 Hz ou 60 Hz selon le pays. La tension de claquage en courant pulsé mesure ce qui se passe dans le cas de la foudre et correspond généralement à un temps de montée de 1,2 microseconde pour atteindre 90 % de sa valeur maximale, et un temps de descente de 50 microseconde pour être à 50 % de la valeur maximale.
Aux États-Unis deux normes techniques fixent les conditions expérimentales, ASTM D1816 et ASTM D3300, publiées par l'ASTM (American Society for Testing and Materials).

## Tension de rupture dans les gaz
Dans les conditions standards, à pression atmosphérique, les gaz sont de très bons isolants qui nécessitent une différence de potentiel importante avant de produire un arc (comme la foudre par exemple). Dans le vide, cette tension de claquage peut décroître jusqu'au point où deux surfaces non isolées peuvent provoquer le claquage di-électrique du gaz du milieu.[Information douteuse] Ce phénomène a donné lieu à diverses applications dans l'industrie (comme la fabrication des microprocesseurs), mais, dans d'autres circonstances, il peut causer des dommages importants à un équipement, le claquage se comportant alors comme un véritable court-circuit.
La tension de claquage dans un gaz est décrite par la loi de Paschen,, :
{\displaystyle V_{\mathrm {b} }={\frac {Bpd}{\ln Apd-\ln[\ln(1+{\frac {1}{\gamma _{\mathrm {se} }}})]}}}
où {\displaystyle V_{\mathrm {b} }} est la tension continue de claquage, {\displaystyle A} et {\displaystyle B} sont des constantes qui dépendent du gaz du milieu, {\displaystyle p} est la pression du gaz du milieu, {\displaystyle d} est la distance entre les électrodes et {\displaystyle \gamma _{\mathrm {se} }} est le second coefficient d'ionisation de Townsend.

## Diodes
La tension de claquage est une des caractéristiques des diodes qui précise la tension inverse maximale qui peut être appliquée à la diode sans provoquer une augmentation exponentielle du courant dans la diode. Si le courant est limité, le fait de dépasser la tension de claquage ne détruit pas la diode.

Les diodes Zener sont des diodes classiques dont le semi–conducteur est fortement dopé et qui utilise la réaction de la diode à la tension de claquage pour fabriquer des systèmes de régulation de tension.